# Matthias Schacht
Matthias Henriksen Schacht, född 29 april 1660 i Visby, död 8 augusti 1700 i Kerteminde, var en dansk musikhistoriker. Han var son till Henrik Schacht.
Efter att ha blivit student 1678 besökte han flera tyska universitet men även Stockholm och Uppsala och blev 1682 lärare i Visby. Han reste dock snart åter utomlands, till Tyskland och Holland, blev  därefter 1683 kantor och kollega vid Odense lärda skola, 1686 rektor i Kerteminde samt musicus för denna stad och Hindsholm. Han ägnade sig åt fornfynd, litteraturhistoria och musik, "passade skolan om dagen och violinen om natten". Har efterlämnade en musikhistorisk handskrift, Musicus Danicus eller Danske Sangmestre (1687), vilken finns på Det Kongelige Bibliotek och utgavs 1928 av Godtfred Skjerne.